# Mesoleuca quadripuncta
Mesoleuca quadripuncta är en fjärilsart som beskrevs av Barend J. Lempke 1950. Mesoleuca quadripuncta ingår i släktet Mesoleuca och familjen mätare. Inga underarter finns listade i Catalogue of Life.